# Phlox mesoleuca
Phlox mesoleuca är en blågullsväxtart som beskrevs av Edward Lee Greene. Phlox mesoleuca ingår i släktet floxar, och familjen blågullsväxter. Inga underarter finns listade i Catalogue of Life.